# Parc Ernst-Thälmann
Le Parc Ernst-Thälmann, en allemand Ernst-Thälmann-Park, est un parc situé au centre du quartier de Prenzlauer Berg à Berlin, en Allemagne. Il a été aménagé en 1986 sur le site d'une ancienne usine à gaz de houille et porte le nom du président du Parti communiste d'Allemagne Ernst Thälmann (1886-1944).
L'ancienne usine construite en 1874 est fermée en 1981, le dernier gazomètre est démoli en 1984. En l'honneur des 750 ans de Berlin, le gouvernement est-allemand établit les plans d'un « parc habité » comprenant un mémorial, une piscine publique, un planétarium, une école et un lotissement de 4 000 habitants. Le parc est inauguré le 16 avril 1986, jour du centième anniversaire de Thälmann. L'ancienne utilisation industrielle a laissé une importante contamination du sol et des eaux souterraines par du cyanure, des phénols et du goudron qui, après la réunification allemande ont dû être nettoyés par excavation et bioremédiation. Bien qu'il y ait eu des débats sur le nom, une majorité d'habitants a voté contre un changement en 1997. Aujourd'hui, le parc abrite des bâtiments publics, des galeries d'art et un petit théâtre dans l'ancien bâtiment administratif de l'usine à gaz.
Le monument en bronze d'Ernst Thälmann élevé entre 1981 et 1986, d'une hauteur de 14 mètres, est l'œuvre du sculpteur soviétique Lev Kerbel. Certaines plaques avec des slogans politiques sont retirées dans les années 1990. C'est aujourd'hui un monument protégé.

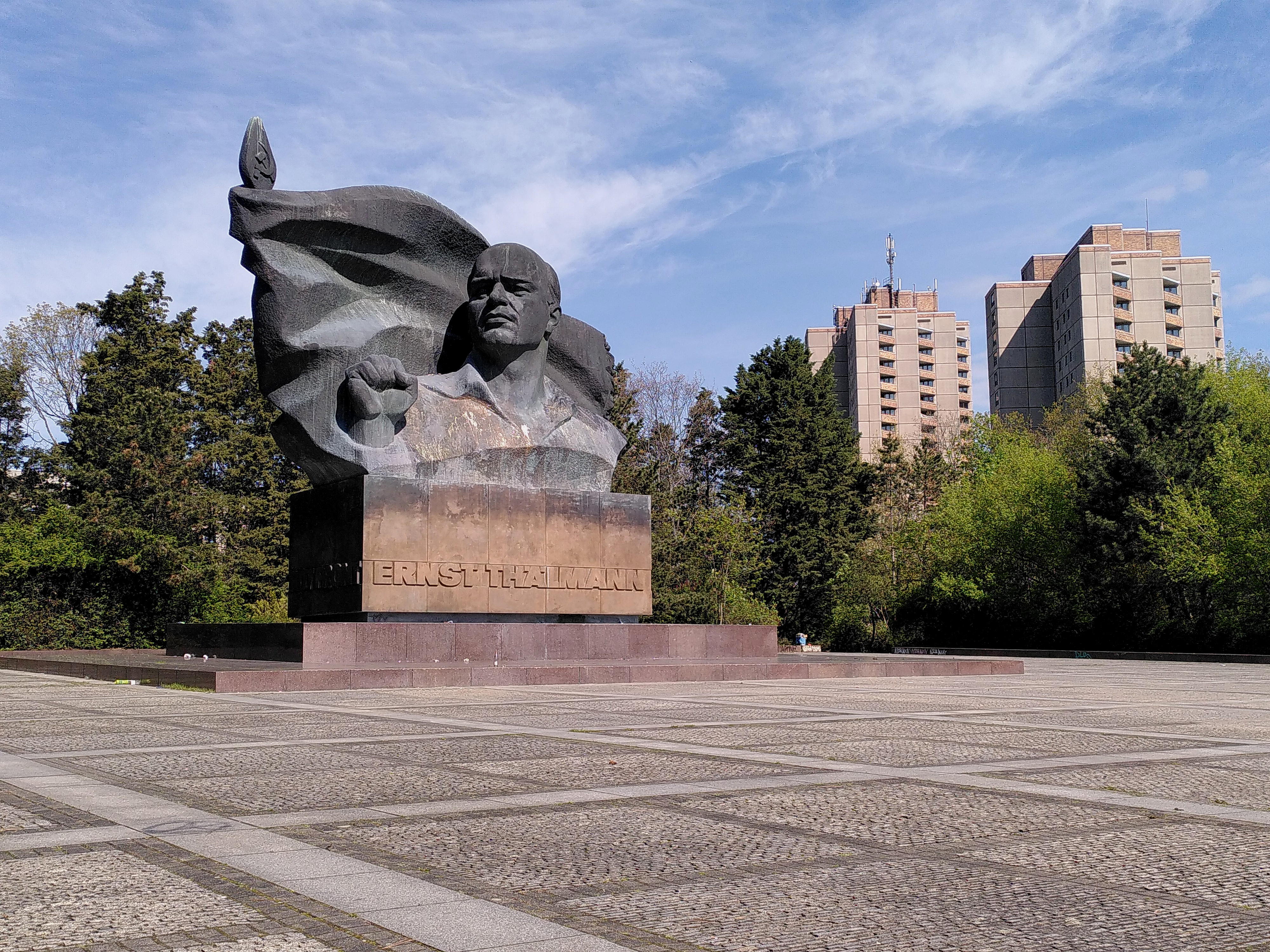
Monument Ernst Thälmann et deux bâtiments d'habitation du parc.
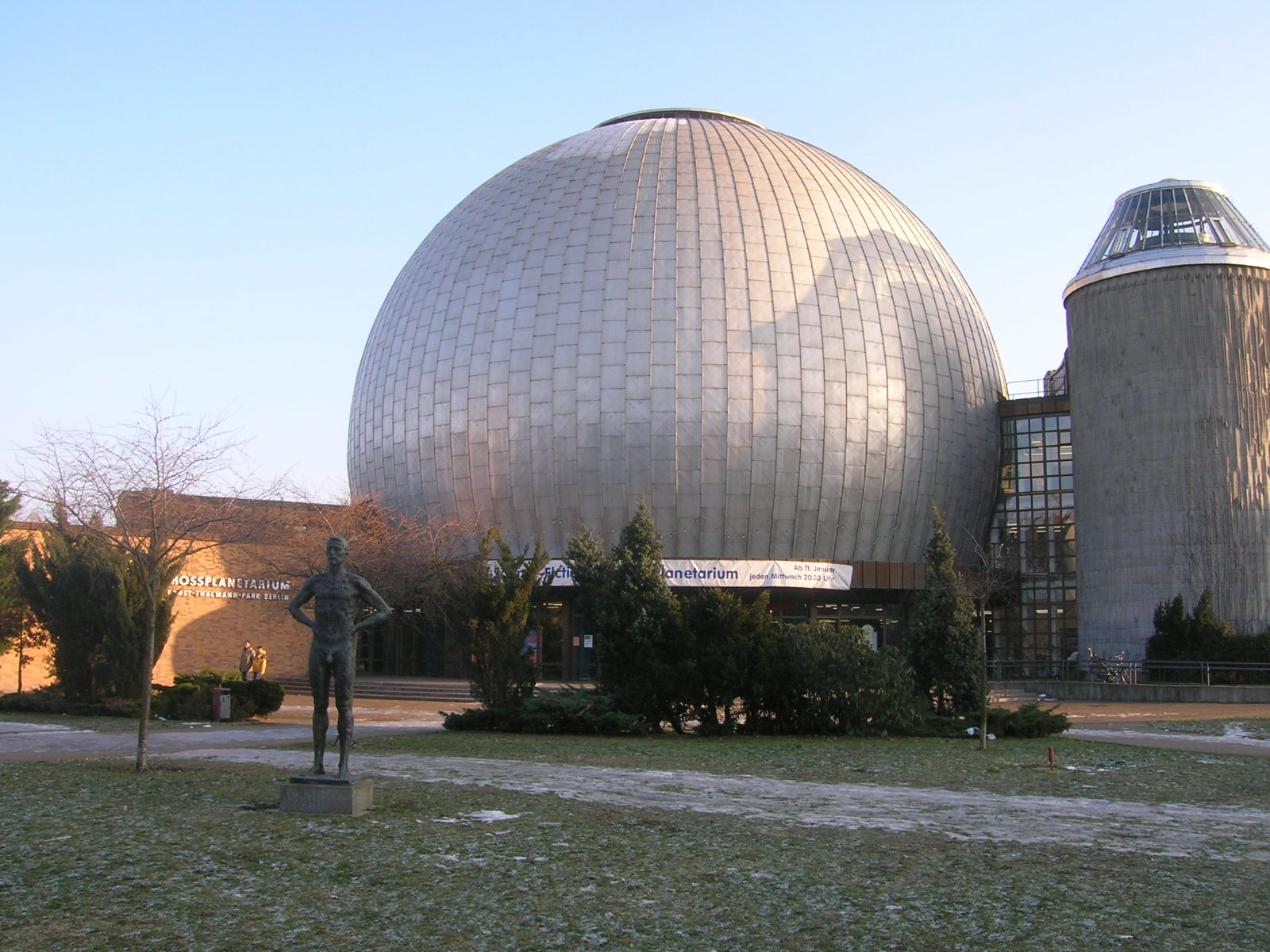
Grand planétarium Zeiss de Berlin.